# Rhipsalis dissimilis f. epiphyllanthoides
A Rhipsalis dissimilis f. epiphyllanthoides egy vitatott rendszertani státuszú epifita kaktusz.

## Jellemzői
Felegyenesedő szárú növény, 20–40 mm hosszú hajtástagokkal, areoláin vöröses szín jelenik meg, kezdetben sertéket hordoz. Virágai 30 mm szélesek lehetnek, sárgásfehérek, a csészelevelek sötétebbek. Termése még nem ismert. A taxon abreviáns, de stabil formája az alapfajnak, Vila Velha (Paraná, Brazília) mellől gyűjtötték homokkő szikláról. Elképzelhető, hogy alfaji státusza van, de ennek eldöntésére más populációit is, melyek csak herbáriumi példányok alapján ismertek, meg kellene vizsgálni.